# Argentinos orientales
Los argentinos orientales son argentinos de ascendencia total o mayoritariamente asiática (a excepción de Asia Occidental y del Sur).  Los asiáticos orientales son considerados el cuarto grupo más numeroso de Argentina por detrás de los blancos, los mestizos y los indígenas.
Actualmente el gobierno de Argentina no realiza una encuesta en los censos étnicos que permita contar a las personas "orientales" en el país.

## Historia
Los primeros asiáticos en Argentina fueron los filipinos, quienes eran súbditos durante la colonización española. Con el tiempo, los filipinos se unieron a los argentinos en la Guerra de la Independencia Argentina. Hipólito Bouchard, corsario al servicio del Ejército Argentino que asedió Monterey, California, contaba en su segundo barco, el Santa Rosa, capitaneado por el estadounidense Peter Corney, con una tripulación multiétnica que incluía filipinos.
En el siglo XX, Argentina experimentó una ola de inmigración del este asiático, en particular los japoneses que provenían en su mayoría de Prefectura de Okinawa en pequeñas cantidades a principios del siglo. El derrocamiento de Juan Perón en 1955 precipitó un largo período de agitación e inestabilidad económica que disminuyó la inmigración japonesa a partir de 1960. La segunda ola estuvo compuesta principalmente por empresarios coreanos, que se establecieron en Buenos Aires durante la década de 1960; un número considerable de personas provenía de Hong Kong y de la región costera sur de China. La tercera ola estuvo compuesta en su mayoría por empresarios chinos, que se asentaron en Buenos Aires durante la década de 1990, mayormente procedentes de la provincia costera de Fujian. También llegó un grupo de jóvenes vagabundos que a menudo arribaban a través de la ruta de contrabando ilegal originaria de la provincia de Fujian en China. Sin embargo, muchos de los pequeños supermercados que se encuentran en numerosos barrios de Buenos Aires provienen de la comunidad establecida durante la tercera ola de inmigración. La primera ola de inmigrantes procedía de pequeños pueblos costeros entre 1914 y 1949.
Los refugiados laosianos llegaron por primera vez al país después de la Guerra de Vietnam en 1975 y se establecieron en Buenos Aires como parte de un programa auspiciado por Naciones Unidas. La comunidad inicialmente tuvo dificultades, aunque gradualmente se fortaleció con la fundación de un templo budista theravada (aunque algunos se han convertido al catolicismo romano) y con negocios de propiedad laosiana.